# Incendio en Beilong Hot Spring Hotel
El 25 de agosto de 2018, se produjo un incendio en el Beilong Hot Spring Hotel (chino: 北 龙 温泉 酒店) en Harbin, China. Situado en el área de la ciudad de Sun Island, el hotel de cuatro pisos de ladrillo y hormigón alberga principalmente a turistas nacionales y albergaba a más de 100 personas en el momento, muchos de los cuales estaban en la ciudad para un maratón anual. En última instancia, el fuego resultó en al menos 19 muertes y 23 lesiones.

## Incidente
A las 4:36 a.m. del 25 de agosto, se inició un incendio en la cocina de un karaoke en el segundo piso del Beilong Hot Spring Hotel. Muchos de los invitados, en su mayoría turistas chinos que se quedan en la ciudad para la Maratón Internacional de Harbin 2018, estaban dormidos. El fuego en sí mismo se extendió a lo largo de 400 metros cuadrados (4.300 pies cuadrados) a lo largo de los pisos segundo a cuarto y en la sala principal del primer piso. El humo de los combustibles en la cocina y el bar de karaoke se extendió por las escaleras y los sistemas de aire en los pasillos, lo que obligó a los bomberos a evacuar a más de 80 invitados con al menos 20 que necesitan un rescate de emergencia. A las 07:50 el fuego se consideró extinguido, y los oficiales de bomberos descubrieron 18 muertes dentro del complejo con una muerte más en el hospital.

## Respuesta
El Ministerio de Manejo de Emergencias de China envió un equipo de trabajadores para ayudar a la ciudad de Harbin a investigar el incidente. Un representante legal del Beilong Hot Spring Hotel fue detenido el mismo día para ser interrogado por la oficina de seguridad pública de Harbin, y el Director Adjunto de la oficina de control de incendios del MEM ordenó controles de seguridad en hospitales, residencias para personas mayores, escuelas, instalaciones principales y otros hoteles.
Los oficiales de bomberos revelaron al día siguiente que el hotel había fallado al menos cinco inspecciones de seguridad en los últimos dos años. El departamento de bomberos de Harbin consideró inseguro el edificio en 2016 debido a sus pasillos laberínticos y la escasez de salidas de incendios y extintores, y ordenó al hotel suspender las operaciones hasta que cumplieran con los requisitos.